# Shigeru Katagiri
Shigeru Katagiri (片桐 茂, Katagiri Shigeru) (18 mars 1892 — 28 avril 1944) un général de l'armée impériale japonaise qui a commandé les forces terrestres japonaises en Nouvelle-Guinée pendant les derniers mois de la guerre.

## Biographie
Katagiri est né dans la préfecture de Kagawa. Il est diplômé de la 25e promotion de l'Académie de l'armée impériale japonaise en mai 1913 et est d'abord attaché au 11e régiment d'infanterie de l'armée japonaise. Il est diplômé de la 36e promotion du Collège d'état-major de l'armée en novembre 1924 et est ensuite affecté au bureau d'état-major de l'armée impériale japonaise. À partir de septembre 1926, Katagiri est affecté à l'armée choisie en Corée en tant que chef d'une unité spéciale de renseignement militaire opérant en Sibérie et en Mandchourie. Par la suite, il retourne à Tokyo en tant qu'instructeur à l'Académie de l'armée et au Collège d'état-major, en tant qu'aide de camp du prince Mikasa, instructeur à l'école de cavalerie et commandant du 27e régiment de cavalerie de l'armée.
Au cours de la seconde guerre sino-japonaise, Katagiri est promu colonel dans la cavalerie en août 1937, et devient en novembre de la même année chef d'état-major de la 1re division, qui est stationnée au Mandchoukouo sous l'égide de l'armée du Kwantung. Katagiri est promu major général en août 1939 et nommé commandant de la 1re brigade de cavalerie le mois suivant, opérant avec l'armée de garnison mongole jusqu'en décembre 1940, date à laquelle il retourne au Japon. Il devient par la suite conseiller militaire au ministère de l'Agriculture et des Forêts, et vice-chef de bureau à l'Inspection de la cavalerie.
En décembre 1942, Katagiri est promu lieutenant général. En juillet 1943, il reçut l'ordre de remplacer le général Shigemasa Aoki, mort du paludisme alors qu'il commande la 20e division en Nouvelle-Guinée . Son quartier général est établi près de Gali, en Nouvelle-Guinée, et marche avec ses troupes sur 320 km pour renforcer Finschhafen après le débarquement australien. Katagiri est le principal commandant japonais à la bataille de Finschhafen entre septembre et octobre 1943 dans la campagne de la péninsule de Huon. Il rassemble ses forces à Sattelberg mais est contraint de battre en retraite après avoir été vaincu lors de la bataille de Sattelberg le 25 octobre 1943.
Lors de la bataille de Hollandia fin avril 1944, Katagiri est tué au combat alors qu'il se rendait de Madang à Wewak.